# Textron AirLand Scorpion
Scorpion je proudový bojový letoun vyvíjený americkou společností Textron AirLand. Primárně má sloužit jako lehký bitevní a průzkumný letoun. Letoun se má vyznačovat nízkými pořizovacími a provozními náklady. Vhodný má být pro široké spektrum misí a pro konflikty nízké intenzity.

## Vznik a vývoj

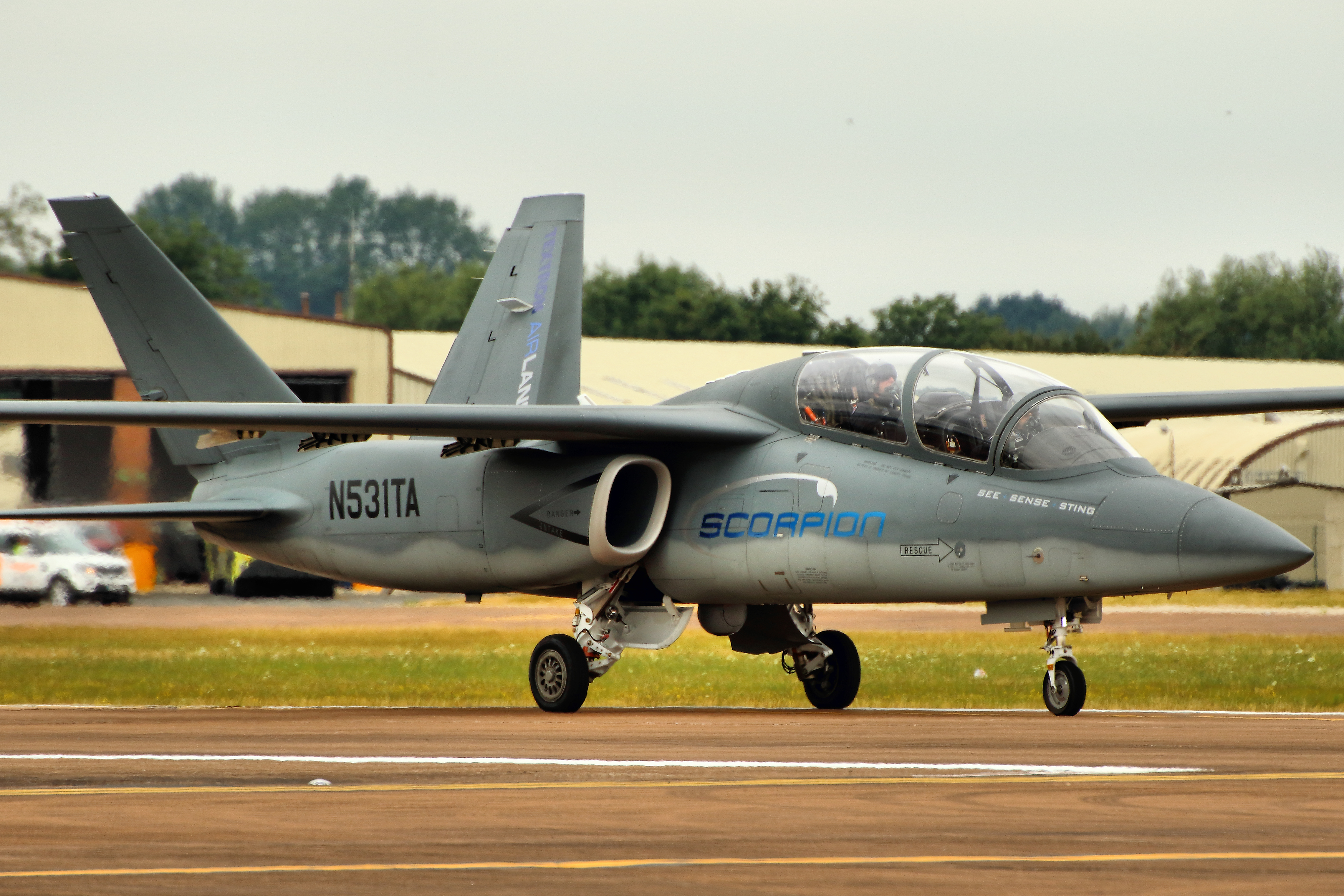
Scorpion

Od ledna 2012 Scorpion vyvíjí na vlastní náklady americká společnost Textron AirLand, což je joint venture firem Textron a AirLand Enterprises. Cílem je vyvinout nejlevnější (low-end) proudový lehký bitevní letoun na světě, stojící cca 20 milionů dolarů za kus a s provozními náklady 3000 dolarů na letovou hodinu (TextronAirland v tomto segmentu předpokládá trh pro 2000 letounů.). Kvůli úspoře nákladu byly široce uplatněny již existující technologie a komponenty (např. komponenty bizjetů Cessna Citation).
První prototyp (N531TA) byl vyroben společnostní Cessna v její továrně ve Wichitě ve státě Kansas. Veřejnosti byl poprvé představen v září 2013. První let prototypu se uskutečnil 12. prosince 2013 na McConnellově letecké základně v Kansasu. Mimo americké území byl letoun poprvé představen v červenci 2014 na Royal International Air Tattoo ve Fairfordu.
V roce 2016 Cessna zahájila omezenou sériovou výrobu blíže neurčeného počtu Scorpionů, pro které se však do té doby nepodařilo nalézt kupce. Druhý Scorpion (N530TX), odpovídající sériovému provedení, poprvé vzlétl 22. prosince 2016.

## Konstrukce

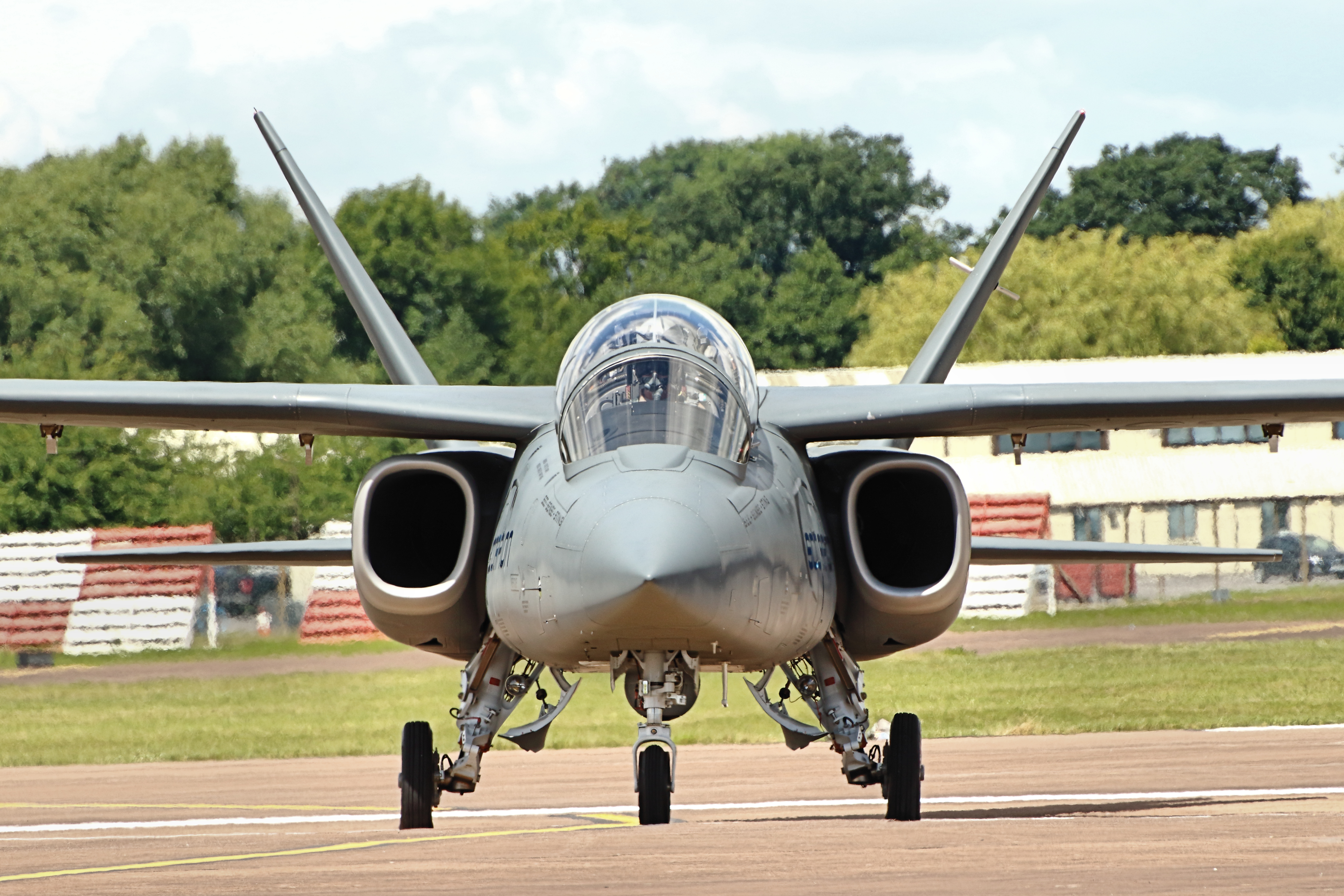
Scorpion

Letoun má dvoučlennou posádku sedící v tandemovém uspořádání. Pohánějí jej dva digitálně ovládané dvouproudové motory Honeywell TFE731-40AR-3S, každý o výkonu 18 kN. Motory mohou využívat paliva Jet-A, JP-5 a JP-8. Letoun má přímé křídlo a dvojité ocasní plochy. Unese až 4286 kg výzbroje, z 1360 kg lze umístit do pumovnice a zbytek na šest závěsníků.

## Specifikace (Scorpion)

### Hlavní charakteristiky
- Posádka: 2
- Délka: 13,25 m
- Rozpětí křídel: 14,42 m
- Výška: 4,26 m
- Prázdná hmotnost: 5352 kg
- Maximální vzletová hmotnost: 9639 kg
- Pohonná jednotka: 2 × dvouproudový motor Honeywell TFE731-40AR-3S (18 kN)

### Výkony
- Maximální rychlost: 833 km/h (450 uzlů)
- Operační dolet: 2200 km (1200 nám. mil)
- Dostup: 14 000 m (45 000 stop)
- Vytrvalost: 5 hodin

### Výzbroj
- 4286 kg zbraní